# Бои за Армавир (сентябрь — ноябрь 1918)
Бои за Армавир — серия операций Добровольческой армии в ходе Второго Кубанского похода, имевшая целью возвращение Армавира, захваченного частями Таманской группы, и разгром армавирской группы красных.

## Первая и вторая атаки Армавира
23 сентября началось наступление 1-й колонны Таманской группы (армии) на Армавир. В виду угрозы, которую могло представлять наступление красных из района Армавира на Кавказскую, Деникину пришлось перебросить на помощь М. Г. Дроздовскому, оборонявшему город, свой единственный резерв — Марковский полк. Приказ об этом был отдан 24 сентября, а во второй половине следующего дня 2-й и 3-й батальоны марковцев двинулись из Екатеринодара в эшелонах на станцию Кавказская и далее на Армавир. Прибыв утром 26-го к Армавиру, командир марковцев полковник Н. С. Тимановский обнаружил, что город уже взят красными.
26 сентября Тимановский с ходу атаковал Армавир при поддержке двух бронепоездов, но не получил помощи от 3-й дивизии. Войска Дроздовского только что оставили город и нуждались в отдыхе; их командующий направил Тимановскому приказ не ввязываться в этот день в бой, но приказ запоздал. После неудачного штурма марковцы, понеся большие потери, отступили от города и заночевали на позиции.
Деникин потребовал повторить атаку 27 сентября. Ночью Дроздовский перевел свою дивизию на левый берег Кубани у Прочноокопской и соединился с Тимановским. В 6 часов началось наступление. В ходе штурма удалось взять завод "Саломас", однако затем красные контратаковали. Завод переходил несколько раз из рук в руки и в результате остался за красными. Пластунский батальон несколько раз атаковал Туапсинский вокзал, но также безуспешно. К вечеру бой затих. Обе стороны понесли большие потери.
28 сентября на фронте было затишье, в этот день к марковцам прибыло пополнение в 500 человек — офицеров, казаков и добровольцев — и роты снова были доведены до 200 штыков.
К этому времени силы красных в районе Армавира достигали 50 тысяч бойцов при 65 орудиях и бронепоезде.

## Михайловская операция
29 сентября Деникин прибыл в расположение частей Дроздовского. Тот считал бесполезным дальнейшее наступление на Армавир, пока не будет разбита Михайловская группа красных, так как при попытках штурма города большевики получали помощь из Старо-Михайловской. Деникин на совещании с командирами согласился с этим мнением, и, оставив на армавирском направлении слабый заслон полковника Тимановского, в тот же день направил Дроздовского с главными силами нанести быстрый и внезапный удар с востока во фланг и тыл Михайловской группе и совместно с конницей П. Н. Врангеля разбить её. Дроздовский по дороге заблудился и вышел только к вечеру 30-го в тыл, но не красных, а левого фланга Врангеля, который, по его словам, вообще не был предупрежден об этой операции.
Против Армавира был оставлен Тимановский с батальоном марковцев и 4-м Кубанским пластунским батальоном.
Дроздовский и Врангель решили изменить план Деникина. Пехотные части Дроздовского ночью сменили полки Врангеля на правом берегу Лабы, чтобы на рассвете 1 октября атаковать противника с фронта. Одновременно Врангель с 1-й конной дивизией и офицерским конным полком должен был выйти в тыл красных в районе станицы Курганной и перехватить пути отхода между реками Чамлыком и Лабой.
Ночью Врангель двинулся для охвата правого фланга противника и на рассвете его передовые части вышли к линии Армавир-Туапсинской железной дороги, на главный путь отхода противника, дорогу Михайловская — Константиновская.
Фронтальная атака Дроздовского 1 октября не удалась, наступавшие части подставили фланг под удар противника и понесли большие потери, хотя и выбили красных с курганов перед станицей. Для дальнейшего наступления сил не осталось. Вечером войска Дроздовского отошли на северо-запад, к Петропавловской.
Тем временем Врангель, выйдя в тыл Михайловской, дожидался исхода дела у Дроздовского и около полудня, когда наступление последнего стало выдыхаться, увидел наступавшие на него густые цепи красных. Сдерживая их артиллерийским огнём, Врангель дожидался сообщения от Дроздовского, но около часа дня цепи красных показались и со стороны Курганной, охватывая фланг дивизии; одновременно конница противника стала на рысях обходить его, угрожая захватить мост через Чамлык. Врангель приказал имевшимся у него в резерве четырём сотням Корниловского полка атаковать конницу красных. Сотни развернулись в лаву, двинулись вперед, но, попав под фланговый пулемётный огонь, смешались и стали отходить. Создалась угроза полного окружения.
Под сильным огнём противника Врангелю удалось отступить за реку, и только тут было получено сообщение Дроздовского о провале операции.
3 октября Дроздовский по приказу Деникина вернулся под Армавир и дивизия Врангеля заняла свои прежние позиции. Большевики не сумели использовать свой успех и вели себя пассивно.

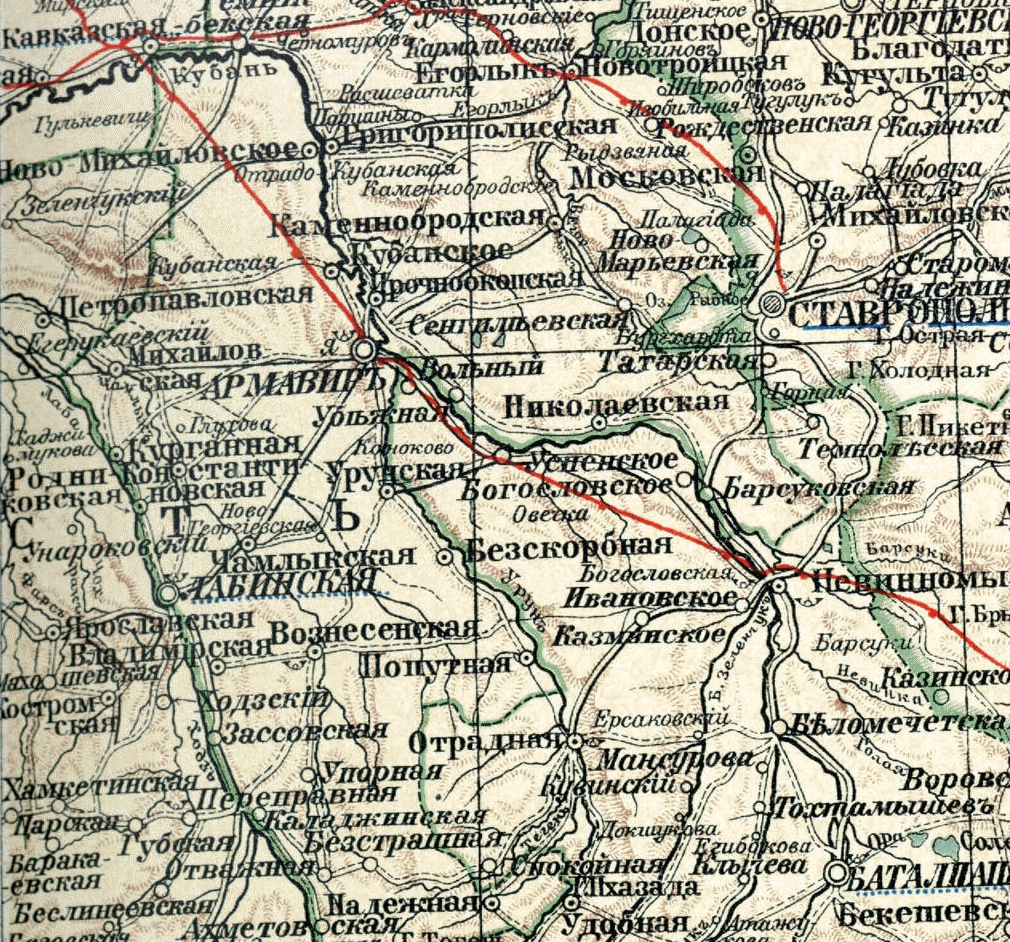
Карта района по состоянию на 1903 год. Отсутствует линия Армавир-Туапсинской железной дороги, идущая через Курганную — Армавир — Ставрополь

## Третья атака Армавира
В начале октября 3-я дивизия Дроздовского была переброшена к Ставрополю, а на позициях под Армавиром её сменила 1-я дивизия Б. И. Казановича. К середине октября его войска получили пополнения, в частности прибыл недавно сформированный Сводно-Гвардейский полк пятиротного состава в количестве 1000 чел. Он был развернут из 4-го батальона Марковского полка.
13—14 октября войска развертывались для предстоящей атаки города.
Положение на фронте Добровольческой армии к этому дню было следующим: В. Л. Покровский занимал районы станиц Лабинской и Костромской и должен был наступать на Невинномысскую, заходя красным во фланг и тыл. 1-я конная дивизия Врангеля занимала район станиц Старо-Михайловской и Курганной и должна была прорваться в тыл Армавирской группы красных. 1-я дивизия Казановича, сосредоточенная в районе станции Кубанской, должна была атаковать сам город и отбросить красных за реку Кубань. Кубанская самооборона станиц Прочноокопской и Фортштадта упорно обороняла их от красных, пытавшихся переправиться на правый берег Кубани. Кубанская пластунская бригада Я. А. Слащёва обороняла правый берег Кубани от Убежного до Николаевской. Дивизии Дроздовского и А. А. Боровского сдерживали наступление красных на Ставрополь, а слева от них стояла 2-я Кубанская казачья дивизия С. Г. Улагая, обеспечивавшая фланг Боровского.
К утру 15 октября части, предназначенные для атаки Армавира, заняли исходное положение в следующем порядке: от реки Кубани вправо — Улагаевский пластунский батальон, правее, по обеим сторонам железной дороги, Марковский полк. Направо от марковцев, на некотором расстоянии, были расположены Сводно-Гвардейский и Лабинский казачий полки, которым была поставлена задача атаковать красных вдоль Туапсинской железной дороги. Наступление на двойную линию обороны красных началось при поддержке бронепоезда "Единая Россия". Левее железной дороги марковцы заняли кладбище и кирпичный завод, и вышли к Владикавказскому вокзалу. Правее — выбили красных из первой линии окопов в километре от города и продолжили наступление, но были остановлены огнём красного бронепоезда «Пролетариат», при поддержке которого красная пехота перешла в контратаку. Марковцы сумели остановить наступление красных, но таманские конные полки обошли Сводно-Гвардейский пехотный и Лабинский казачий полки и те были вынуждены отступить. Марковцам также пришлось начать отступление под сильным огнём противника. Таким образом, штурм снова провалился и войска понесли большие потери. Сводно-Гвардейский полк, атакованный красной конницей с правого фланга и тыла, был совершенно разгромлен, потерял половину личного состава и был направлен на переформирование в Екатеринодар. Погибли 30 офицеров, в том числе командир полка. Марковцы потеряли более 200 человек.
С 16 по 24 октября на фронте под Армавиром было затишье. Части Добровольческой армии отошли на исходные позиции и занялись строительством землянок и полевых укреплений. За это время к 1-й дивизии присоединились Кубанский стрелковый полк и два орудия, действовавшие на черноморском побережье. Командир Марковского полка полковник Тимановский был произведен в генерал-майоры и назначен командиром бригады 1-й дивизии, командиром полка стал генерал-майор Н. Н. Ходаковский.

## Четвёртая атака и взятие Армавира
Деникин в дни падения Ставрополя находился на армавирском направлении. Он отдал Казановичу последний резервный батальон и потребовал усилить активность Западного фронта. Генералам Казановичу, Врангелю и Покровскому было приказано приложить крайние усилия, чтобы сбросить Левобережную группу противника в Кубань и тем развязать руки Боровскому на ставропольском направлении.
Армавирская группа красных насчитывала на тот момент 15 тыс. штыков и сабель.
В ночь с 25 на 26 октября части Казановича произвели перегруппировку, и к рассвету заняли исходное положение.  1-й Кубанский стрелковый полк, располагаясь правее Туапсинской железной дороги, должен был атаковать красных в направлении железной дороги; Марковский полк получил задачу, упираясь левым флангом в полотно Владикавказской железной дороги, занять Туапсинский вокзал и завод "Саломас", а Улагаевский пластунский батальон от полотна Владикавказской железной дороги наступать вдоль реки Кубани. 

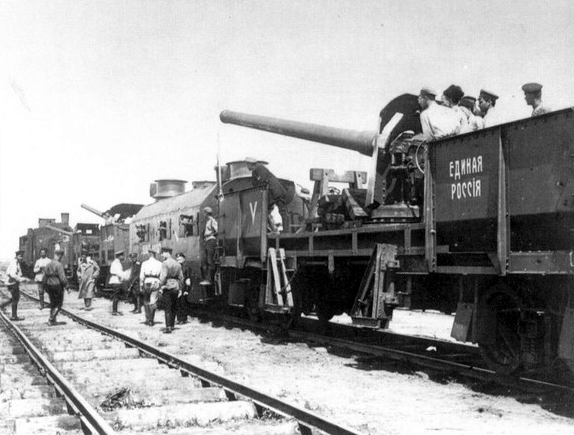
Тяжёлый бронепоезд Добровольческой армии «Единая Россия». 1918

В 10 часов над Туапсинским вокзалом разорвался снаряд (условный знак начала общей атаки), и батальоны, поддержанные артиллерией и бронепоездами, бросились в атаку. Красные пытались остановить наступавших плотным огнём. Бой продолжался весь день. Большевики проявили значительное упорство и, даже будучи выбиты из города, предприняли отчаянную контратаку при поддержке бронепоезда. Марковцы потеряли в этот день до 300 человек. Успех атаки во многом объяснялся правильно поставленной задачей Кубанскому стрелковому полку и Конной бригаде, которые не только задержали шедшие на помощь Армавиру части красных, но и заставили их отступить.
На другой день Казанович начал наступление на юг вдоль Владикавказской железной дороги между Кубанью и Урупом, отбросил противника за Уруп, снова разбил его у Коноково и, преследуя обоими берегами Кубани, к 29-му дошёл до Николаевки и Маламино.
Перед Врангелем Деникин поставил задачу форсировать Уруп, ударить во фланг и тыл действующих против генерала Казановича частей и отбросить их за Кубань. Врангелю, однако, в течение двух недель никак не удавалось форсировать реку, так как противник на другом берегу закрепился на высоком скалистом гребне. По словам Врангеля, местность чрезвычайно затрудняла действие в конном строю, в патронах же ощущался огромный недостаток.
Конницу Врангеля с 23 октября сдерживали на Урупе настойчивые атаки противника, станица Бесскорбная несколько раз переходила из рук в руки. Только 28-го дивизия вышла частью сил на правый берег Урупа и имела там некоторый успех.

## Контрнаступление большевиков на Армавирском направлении
30 октября большевики перешли в контратаку на всем фронте между Урупом и Кубанью и оттеснили конные части генерала Врангеля за Уруп, а дивизию генерала Казановича — под Армавир к разъезду Вольному.
Утром 31 октября красные повели наступление на станцию Коноково в 15 километрах от Армавира. Пластуны не выдержали и начали отходить на реку Уруп. Марковский полк также отошёл и остановился на линии хутор Вольный — станция Уруп, на холмах. Таким образом, к 1 ноября части Казановича оказались отброшены почти к самому Армавиру, и с трудом удержались лишь в самом углу между Кубанью и Урупом.
Деникин подчинил дивизию Врангеля генералу Казановичу и тот потребовал, чтобы части Врангеля держались вплотную к его правому флангу, не соглашаясь с доводами последнего, настаивавшего, что, занимая уступное положение, он может манёвром гораздо лучше обеспечить его фланг.
Наблюдая 30 октября бой у Казановича, Деникин убедился, что здесь разрешения задачи искать трудно, и вновь приказал Покровскому наступать с целью взятия Невинномысской и выхода в тыл Армавирской группе противника.
На рассвете 1 ноября обнаружилось наступление противника вразрез между частями Врангеля и дивизией Казановича. К вечеру того же дня противник переправился в район дивизии Врангеля на левый берег Урупа между станцией и аулом Урупским и продвинулся на пару километров к западу от реки.

## Разгром армавирской группировки красных
Общее положение фронта Добровольческой армии к 3—4 ноября можно было назвать катастрофическим. На левом фланге армии части 2-й конной дивизии генерала Улагая и то, что осталось от 2-й и 3-й дивизий в ходе боев под Ставрополем, еле-еле сдерживали натиск численно превосходящего противника. Части 1-й дивизии, потерпев неудачу в районе Коноково — Маламино и понеся большие потери, также отошли почти к Армавиру. Казалось, что нет сил, чтобы справиться с красными.
Однако, 3 ноября штаб армии получил известие, что 31-го Покровский после упорного боя овладел станцией Невинномысской. Красные стянули к Невинномысской резервы от Армавира и Урупа и 1 ноября атаковали Покровского, но были отброшены к северу, в то время, как часть добровольческой конницы, продвигаясь вдоль железнодорожной линии, заняла станцию Барсуки. Таким образом заслон красных на Армавирском направлении удалось сбить.
Врангель, оставив у Бесскорбной слабый заслон, в ночь на 2 ноября перебросил к станице Урупской остальные силы и на рассвете сам перешёл в наступление. В течение всего дня 2 ноября шёл упорный бой с тяжёлыми потерями с обеих сторон. Прорыв красных был остановлен, и, несмотря на все усилия, им не удалось расширить занятый плацдарм. В ночь на 3 ноября обнаружился отход большевиков на правый берег Урупа. Использовав сложившуюся обстановку, Врангель решил широким манёвром нанести противнику удар в тыл. Оставив на фронте хутор Абрахманово — аул Урупский запорожцев и уманцев с одной батареей, он перебросил ночью два полка к станице Бесскорбной. На рассвете ударная группа в составе двух полков с двумя батареями под общим командованием полковника В. Г. Науменко в районе села Ливонского форсировала Уруп и, стремительно захватив командующий гребень на правом берегу реки, неожиданно вышла в тыл противнику.
Атакованные с фронта, фланга и тыла красные обратились в паническое бегство. Несмотря на сильное утомление людей и лошадей, преследование велось безостановочно всю ночь. К рассвету 4 ноября части 1-й конной дивизии захватили село Маламино и станицу Успенскую, переправившись в этом пункте на правый берег Кубани. Армавирская группа красных (1-я Революционная Кубанская дивизия М. Н. Демуса) была разбита наголову. Части Врангеля взяли более 3 000 пленных, огромное число пулемётов. В результате боя на Урупе противник очистил весь левый берег Кубани и дивизия Казановича 4 ноября без боя выдвинулась до станции Овечки.
Разбитые Врангелем на Урупе части Армавирской группы красных, переправившись через Кубань, бежали частью вдоль линии железной дороги прямо на Ставрополь, частью двинулись через станицу Убеженскую вниз по течению Кубани на Армавир, выходя, таким образом, в тыл частям 1-й дивизии. Город Армавир прикрывался лишь слабыми силами. По требованию генерала Казановича Врангель выделил бригаду полковника С. М. Топоркова для преследования угрожавшей Армавиру неприятельской колонны.
По словам Деникина, 

немногие уцелевшие войска Армавирской группы, прижатые к Кубани, текли безостановочно на юго восток; совместно с отрядами, остававшимися на левом берегу Кубани, они с мужеством отчаяния обрушились на Покровского и 21-го (3 ноября) выбили его из Невинномысской. Только 23-го (5 ноября) после трёхдневных тяжёлых боев он вторично и окончательно овладел Невинномысской.
На рассвете 8 ноября Врангель с частью войск, переправившись через Кубань, спешно двинулся к Армавиру, одновременно послав приказание полковнику Топоркову также идти туда. Сильнейший ледяной северный ветер временами переходил в ураган. Полки могли двигаться лишь шагом. Плохо одетые казаки совсем замерзли. Около полудня обе колонны Врангеля почти одновременно вошли в соприкосновение с противником, последний, уклоняясь от боя, бросился на северо-восток; там он был перехвачен частями полковника Топоркова и жестоко потрепан. Угроза Армавиру была устранена.

## Итоги
Взятие Армавира оказалось непростой задачей, по причине значительного превосходства противника в живой силе и боеприпасах. Ввиду того, что основные силы Деникина были заняты боями под Ставрополем, для штурма Армавира оказалось невозможно выделить достаточное число войск. Тем не менее, город удалось взять, а разгром армавирской группы красных позволил сосредоточить силы для штурма Ставрополя и завершения Ставропольского сражения.
В воспоминаниях марковцев приводятся следующие цифры, относящиеся к боям за Армавир. Для марковцев они тянулись 42 дня и делились на два периода: первый — 31 день стояния под городом и неудачных штурмов, и второй — 11 дней, когда город был взят, а затем шли ежедневные тяжёлые, маневренные бои и удачи чередовались с неудачами. За это время полк потерял до 2 тыс. человек, получил пополнение до 1 тыс. человек и закончил бои в составе около 1500 человек, имея в ротах от 40 до 200 штыков.